# Perro
Perro Tanasevič, 1992 è un genere di ragni appartenente alla famiglia Linyphiidae.

## Distribuzione
Le cinque specie oggi attribuite a questo genere sono state reperite in Russia e in Canada..

## Tassonomia
Questo genere è una ridenominazione di Pero Tanasevič, 1985, ad opera dello stesso Tanasevič.
A giugno 2012, si compone di cinque specie:
- Perro camtschadalica Kulczyński, 1885[3] — Russia
- Perro polaris Eskov, 1986 — Russia, Canada
- Perro putoranica Eskov, 1986 — Russia
- Perro subtilipes Tanasevič, 1985[4] — Russia
- Perro tshuktshorum Eskov & Marusik, 1991 — Russia